# Pseudoleskeopsis zippelii
Pseudoleskeopsis zippelii är en bladmossart som beskrevs av Brotherus 1907. Pseudoleskeopsis zippelii ingår i släktet Pseudoleskeopsis och familjen Leskeaceae. Inga underarter finns listade i Catalogue of Life.